# Paul Hartmann (Kunsthistoriker)
Paul Hartmann (* 22. April 1869 in Ludwigsburg; † 11. September 1944 in Darmstadt) war ein deutscher Kunsthistoriker.

## Leben
Paul Hartmann wurde als Sohn des Privatier Karl Hartmann und dessen Ehefrau Pauline Weigle 1869 in Ludwigsburg in Württemberg geboren. Paul Hartmann ist ein Nachfahre des Ludwigsburger Waisenhausschulmeisters Israel Hartmann (1725–1806) und dessen Sohn Gottlob David Hartmann (1752–1775).
Paul Hartmann wurde evangelisch getauft und pietistisch erzogen. Hartmann studierte nach dem Abitur von 1888 bis 1893 Evangelische Theologie an der Universität Tübingen und Kunstgeschichte an der Universität Straßburg. 1893 machte er die 1. Theologische Prüfung. Anschließend folgte eine Anstellung als Hilfsgeistlicher in Ehningen bei Reutlingen. 1894 wurde er für wissenschaftliche Aufgaben freigestellt. Ab 1895 war er Lehrer am Theologischen Seminar in Maulbronn. 1899 wurde er an der Universität Tübingen zum Dr. phil. promoviert. 1900 machte er die 2. Theologische Prüfung.
1902 wurde Hartmann Assistent bei der Kommission für Denkmalpflege zur Inventarisierung der Kunstdenkmäler der Rheinprovinz in Bonn. 1904 wurde er Privatdozent an der Universität Bonn. In den Jahren 1905 bis 1907 habilitierte er sich an der Universität Straßburg. Anschließend wurde er dort zum Privatdozenten ernannt. Im Jahre 1912 erhielt er schließlich den Professorentitel zuerkannt.
Zum 1. April 1916 trat Paul Hartmann die Stelle eines ordentlichen Professors für Kunstgeschichte in der Abteilung für Kultur- und Staatswissenschaften der TH Darmstadt an. Er trat damit die Nachfolge von Wilhelm Pinder an, der an die Universität Breslau gewechselt ist. Von 1926 bis 1928 war Hartmann Dekan der Abteilung für Kultur- und Staatswissenschaften an der TH Darmstadt. Zum Wintersemester 1931/32 wurde die Kunstgeschichte der Abteilung Architektur zugeordnet. Diese Zuordnung gilt noch heute.
Paul Hartmann wurde nach der Machtergreifung der Nationalsozialisten 1933 aus dem Amt gedrängt. Auslöser war eine von Karl Lieser verfasste Denkschrift über zahlreiche Professoren der Abteilung für Architektur. Der 64-jährige Professor für Kunstgeschichte war daraufhin aufgefordert, als „nationale Tat“ Platz zu machen für einen jüngeren Nachfolger. Er beantragte die Versetzung in den Ruhestand, was zum 30. September 1933 auch erfolgte. Seine Assistentin Ottilie Rady konnte noch einige Zeit in der Abteilung Architektur verbleiben.
Paul Hartmann starb in der Nacht vom 11. auf den 12. September 1944 bei dem schwersten Luftangriff auf Darmstadt im Zweiten Weltkrieg. Paul Hartmann war seit 1907 mit Elisabeth Mann verheiratet.

## Veröffentlichungen
- 1910: Die gotische Monumentalplastik in Schwaben, München.